# جان کانولی

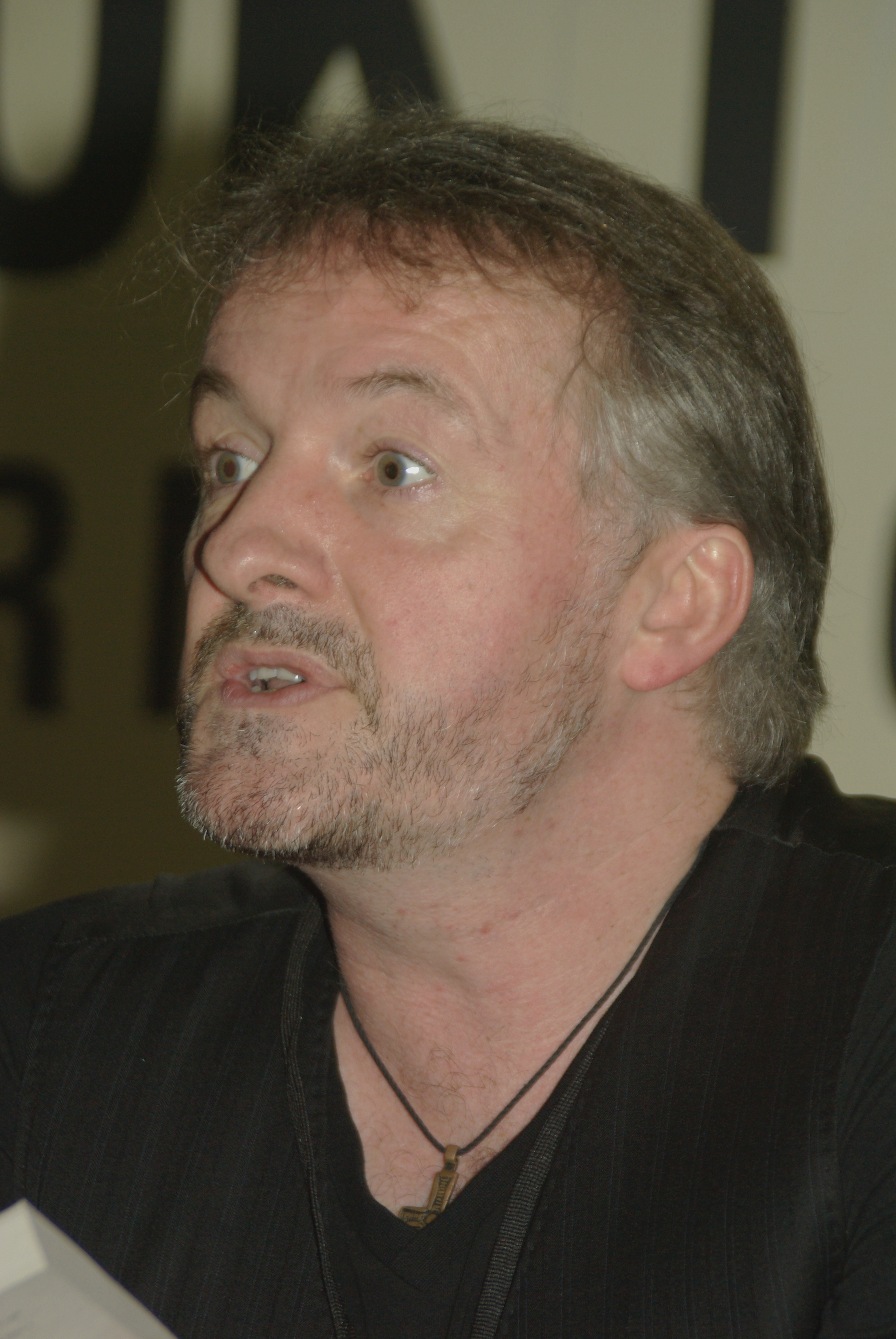
John Connolly

جان کانولی متولد ۲۱ اکتبر ۱۹۶۸ نوازنده درامز سابق گروه "پیس داگز" و گیتاریست گروه هوی متال سونداست و "پروجکتد" می باشد. جان کانولی از گیتارهای لس پاول و دین استفاده می کند.